# Raoul Wallenberg
Raoul Wallenberg (Lidingö, 4. kolovoza 1912. - ? 17. srpnja 1947.) - švedski humanist, humanitarac, diplomat, arhitekt, poduzetnik.

## Životopis
Spasio je jako velik broj Židova. Vjeruje se, da se broj kreće između desetak tisuća do oko 100 tisuća Židova u Mađarskoj pod nacističkom okupacijom, tijekom kasnijih razdoblja Drugog svjetskog rata. Dok je služio kao švedski posebni izaslanik u Budimpešti između srpnja i prosinca 1944., koristio je svoj položaj, kako bi spašavao Židove dajući im švedsko državljanstvo i putovnice, koje su ih štitile od nacističkog progona. Židove je primao u područja pod švedskom zaštitom i prebacivao ih na sigurno spasivši tako veliki broj Židova.
Crvena armija je oslobodila Budimpeštu od nacista početkom 1945. Dana 17. siječnja 1945., Wallenberga su sovjetski vojnici uhitili i zatvorili, zbog sumnje za špijunažu, a kasnije je nestao. Prema službenom sovjetskom izvješću umro je 17. srpnja 1947., u zatvoru Lubjanka u Moskvi, gdje je bilo sjedište KGB-a. Motivi iza Wallenbergova uhićenja i zatvaranja zajedno s pitanjima o okolnostima njegove smrti i njegove moguće veze s američkim tajnim službama ostali su nerazjašnjeni do danas. Bilo je mnogo neprovjerenih dojava, da je viđen u raznim dijelovima Sovjetskog Saveza mnogo godina nakon službene objave smrti, ali ne zna se da li je živ ili mrtav.
Zbog svojih hrabrih akcija u ime mađarskih Židova, Raoul Wallenberg dobio je brojne počasti u desetljećima nakon njegove pretpostavljene smrti. Godine 1981., američki kongresmen Tom Lantos, i sam jedan od onih koje je spasio Wallenberg, predložio je, da se Raoul Wallenberg proglasi počasnim građaninom SAD-a, što se i dogodilo i tako je postao jedan od nekolicine u povijesti, kojima je dana ta čast. On je također proglašen i počasnim građaninom Kanade, Mađarske i Izraela. Dobio je titulu Pravednika među narodima. Širom svijeta postavljeni su spomenici njemu u čast. Mnoge ulice širom svijeta nose njegovo ime. Pod njegovim imenom dodjeluje se godišnja nagrada za hrabre i požrtvovne ljude. SAD je objavio poštansku marku njemu u čast 1997. godine.

## Vanjske poveznice
- Web stranica s ciljem, da ga se pronađe, ako je još živ